# Juan Carlos Vilches
Juan Carlos Vilches (Junín, Buenos Aires; 21 de junio de 1947 - Mar del Plata; 12 de octubre de 2003) fue un locutor, animador y periodista argentino.

## Carrera
Juan Carlos Vilches nació en Junín el 21 de junio de 1947. Era hijo de Irma Albarello, maestra, y Francisco Vilches, reconocido gastronómico local.  
Realizó sus estudios primarios y secundarios en la Escuela Normal Nacional, recibiéndose de maestro. Más tarde, se convertiría en locutor nacional. 
Comenzó su carrera radiofónica en 1970, cuando se creó LT20 Radio Junín. En 1972 comenzó un programa magazine de mañana que marcó una época, Borsalino. 
En 1976 trabajó en Radio Rivadavia, fue locutor de Rapidísimo, el clásico de Héctor Larrea. También compartió micrófono con Antonio Carrizo y José María Muñoz. 
Luego de un paso por San Juan, en 1983 se afincó en Mar del Plata, donde desde los años 90' alternó su programa "La Mañana de Juan Carlos Vilches" en LU9 Radio Mar del Plata y LU6. 
Fue "la voz oficial" de Mar del Plata, dado que era el encargado de conducir la entrega de los tradicionales Premios Estrella de Mar, que se otorga todos los veranos a los espectáculos teatrales que se desarrollan allí.
En televisión le llegó la oportunidad de conducción en la pantalla chica argentina con el programa Yo amo a la TV durante los años 2002 y 2003. El programa fue emitido por Canal 7, donde compartió plantel con panelistas como Silvia Fernández Barrio, Jorge Lafauci y Guillermo Blanc (este último lo reemplazó luego de su deceso).
Además de su carrera como periodista, ejerció la docencia y fue futbolista, su otra gran pasión. 
Vilches se desempeñó en Jorge Newbery de Junín, siendo lateral derecho y capitán del equipo que marcó una época en el fútbol local, fue campeón provincial y participó de los campeonatos Nacionales de Primera División de 1974 y 1975. 
El punto más alto de su carrera futbolística fue el triunfo de Jorge Newbery ante River Plate, en el Estadio Eva Perón, el 8 de septiembre de 1974.
También jugó en Desamparados de San Juan, disputando torneos regionales, durante su estadía en esa provincia.

## Fallecimiento
El locutor murió en el mediodía del 12 de octubre de 2003 mientras trotaba en la costanera marplatense. Vilches estacionó su automóvil en inmediaciones del Casino para realizar trotes y ejercicios en la Rambla. En un momento comenzó a sentirse mal y se desplomó. Falleció de un paro cardiorrespiratorio según establecieron los médicos forenses. Tenía 56 años.

## Televisión
- 2002/2003: Yo amo a la TV.
- 2003: Animador de los Premios Martín Fierro.
- 2003: Animador de los Premios Timón de Oro.